# Nikki McCray
Nikki McCray, född 17 december 1971 i Collierville, Tennessee, död 6 juli 2023, var en amerikansk basketspelare som tog OS-guld 2000 i Sydney. Detta var USA:s andra OS-guld i dambasket i rad. McCray var även med och tog OS-guld 1996 i Atlanta.
Efter sin aktiva spelarkarriär var McCray tränare inom basket.